# تشارلز ر. جيل
تشارلز ر. جيل (بالإنجليزية: Charles R. Gill)‏ هو محامي وسياسي أمريكي، ولد في 1830، وتوفي في 1883. حزبياً، نشط في الحزب الجمهوري والحزب الديمقراطي. وقد انتخب عضو مجلس ولاية ويسكونسن.